# Río Ponio
El río Ponio, también es conocido como río Campanario, es un curso natural de agua que nace cerca en la cordillera de los Andes en la Región de Coquimbo, fluye en dirección general oeste y desemboca en el río Grande (Limarí) al este de la comuna de Monte Patria.

## Trayecto
El río Ponio drena las cumbres de la alta cordillera de los Andes.: 279 
El río Rapel (Grande) corre casi paralelo y desemboca también en el río Grande.: 10 

## Caudal y régimen
El Caudal del río es escaso

## Historia
Francisco Solano Asta-Buruaga y Cienfuegos escribió en 1899 en su obra póstuma Diccionario Geográfico de la República de Chile sobre el río:
Ponio.-—Riachuelo corto del departamento de Ovalle que tiene origen en la sierra de Guanta, en los Andes, y corre al SO. á morir en la derecha del Río Grande de este departamento poco más al E. de Monte Patria.
Luis Risopatrón lo describe en su Diccionario Jeográfico de Chile de 1924 Sobre el río:: 239 
Ponio (Rio). Tiene su oríjen en las sierras de los alrededores de Guanta, corre hácia el S W i se vácia en la márjen N del curso inferior del rio Grande, a corta distancia hácia el E del caserío de Monte Patria. 62, n, p. 281; i riachuelo en 155, p. 569; i rio Ponio o Campanario en 63, p. 147; US, p. 154; 129; 134; i 156.